# Aphanistes martini
Aphanistes martini är en stekelart som beskrevs av Dasch 1984. Aphanistes martini ingår i släktet Aphanistes och familjen brokparasitsteklar. Inga underarter finns listade i Catalogue of Life.